# Луїджі Сальвіні
Луїджі Сальвіні (італ. Luigi Salvini, 1911 — 1959) — італійський мовознавець.

## Біографія
Луїджі Сальвіні почав роботу в університетах Гельсінкі і Турку у 22 роки. Був поліглотом, знав не тільки індо-європейські мови, але й фінську, естонську, угорську мови. У віці 30 років володів 16 мовами. Він перекладав з 15 мов на італійську для збірки «Orfeo — lirici di tutto il mondo».
Славіст, дослідник української літератури і культури, дійсний член НТШ (з 1956), викладач Вищого Інституту Східних Студій (італ. Regio istituto superiore orientale) у Неаполі, з 1949 — Папського Східного Інституту в Римі і Барського Університету.
Перекладач творів українських письменників (Г. Косинки, І. Липи, В. Стефаника, М. Хвильового, У. Самчука, М. Черемшини та ін.), які друкувалися в італійських літературних журналах, автор двох антологій українського письменництва «Чотири шаблі» («Le quattro sciable», 1941, і «L'Altopiano dei Pastori», 1949); критичної студії «Портрет Миколи Гоголя» (1950) та ін.